# Лариса Кадочникова. Війна
«Лариса Кадочникова. Війна» — український повнометражний документальний фільм режисера Дмитра Томашпольського, знятий у 2022 році на початку повномасштабного вторгнення росії в Україну.  
Прем'єра фільму відбулася 30 серпня 2022 року в київському Будинку кіно.   
Фільм отримав відзнаку «Найкращий документальний фільм про війну» на Українському міжнародному кінофестивалі у Великій Британії «ПТАХ» (2023).   

## Про фільм[3][4]
У фільмі зафіксовано тривожний і вирішальний для України період — початок повномаштабної війни росії прти України. Це фільм про життя, зустрічі та думки у перші місяці війни актриси Лариси Кадочникової,  яка під час облоги Києва відмовилась евакуюватися і залишалась у місті, та про культурних діячів, які, за словами Дмитра Томашпольського, «тримають небо над Києвом».    
У фільмі взяли участь мистецтвознавець, професор Вадим Скуратівський; музикант Олег Фагот Михайлюта; кінознавець та письменник Сергій Тримбач; колекціонер та меценат Олександр Брей.
У фільмі використано матеріали партизанської зйомки Києва (лютий-квітень 2022 року), відео з міських камер спостереження та відеоматеріли блогерів, на яких зафіксовано вибухи у Києві, цитати з інтерв’ю та монологів актриси, фрагменти театральних вистав, кадри з фільмів за участі Лариси Кадочникової. У фільмі виникає нова реальність, у якій поєднуються минуле, сучасне і майбутнє, спогади, роздуми та мрії.  